# 马林斯基宫

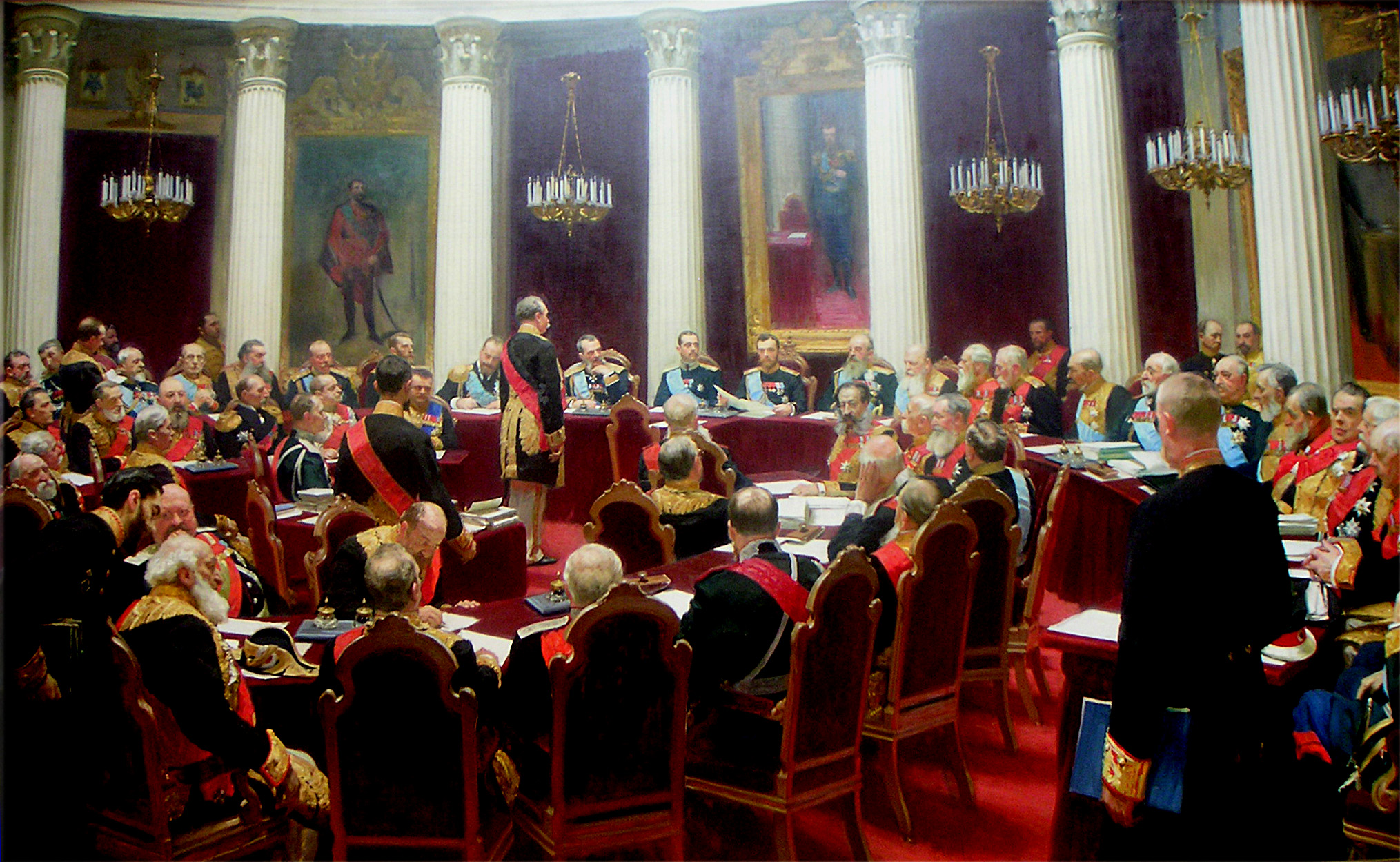
伊利亚·叶菲莫维奇·列宾的画作，现在俄罗斯博物馆展出

马林斯基宫（俄语：Мариинский дворец）是圣彼得堡的一座新古典主义宫殿，兴建于1839年到1844年，由宫廷建筑师Andrei Stackensneider设计。
马林斯基宫座落在圣以撒广场南侧，前面是99米宽的蓝桥，与圣以撒大教堂相对。在18世纪，该地块属于Zakhar Tchernyshov，有他的府邸（1762年至1768年），曾接待孔代亲王和其他访问俄国首都的外国显贵。1825年至1839年，此处设有一所军事学校，米哈伊尔·莱蒙托夫在此学习两年。
尼古拉一世在他的女儿玛丽亚·尼古拉耶夫娜大公夫人与Leuchtenberg大公马西米兰结婚之际，将Stackensneider宫送给了女儿。虽然红褐色的立面，以及科林斯柱式都体现了传统的新古典主义模式，但是整体设计灵感来自17世纪法国巴洛克风格。外墙装饰的细节为文艺复兴风格，至于室内装修，每一个主要房间采用了不同的历史风格。
马林斯基宫于1884年回到帝国手中，一直到1917年都是帝国财产。十月革命后，马林斯基宫曾安置过苏联不同的部委和院校。德苏战争期间，这里改作医院，遭到密集轰炸。战后，马林斯基宫成为列宁格勒苏维埃的所在地，1994年由圣彼得堡立法会继承。